# Edward Percy Moran
Edward Percy Moran (ur. 1862 w Filadelfii, zm. 1935 w Nowym Jorku) – amerykański malarz brytyjskiego pochodzenia.
Studiował malarstwo najpierw u swojego ojca Edwarda, a następnie na Pennsylvania Academy of Fine Arts i w National Academy of Design. Moran malował głównie obrazy związane z historią USA.
Jego ojciec Edward, brat Leon oraz stryjowie Peter i Thomas byli także uznanymi artystami.